# Stazione di Borgo San Lorenzo
Stazione di Borgo San Lorenzo vasútállomás Olaszországban, Borgo San Lorenzo településen.

## Vasútvonalak
Az állomást az alábbi vasútvonalak érintik:
- Firenze–Faenza-vasútvonal
- Pontassieve-Borgo San Lorenzo-vasútvonal

## Kapcsolódó állomások
A vasútállomáshoz az alábbi állomások vannak a legközelebb:
- Stazione di Panicaglia
- Stazione di San Piero a Sieve
- Stazione di Borgo San Lorenzo-Rimorelli